# 隆兴路 (中统)
隆兴路，元朝时设置的路。
中统三年（1262年）升抚州置，治所在高原县（即今河北省张北县），辖境相当今河北省万全、张北，山西省广灵、天镇及内蒙古自治区部分地。皇庆元年（1312年），改名兴和路。